# Landschaftsschutzgebiet Talflanken der Kleinen Henne

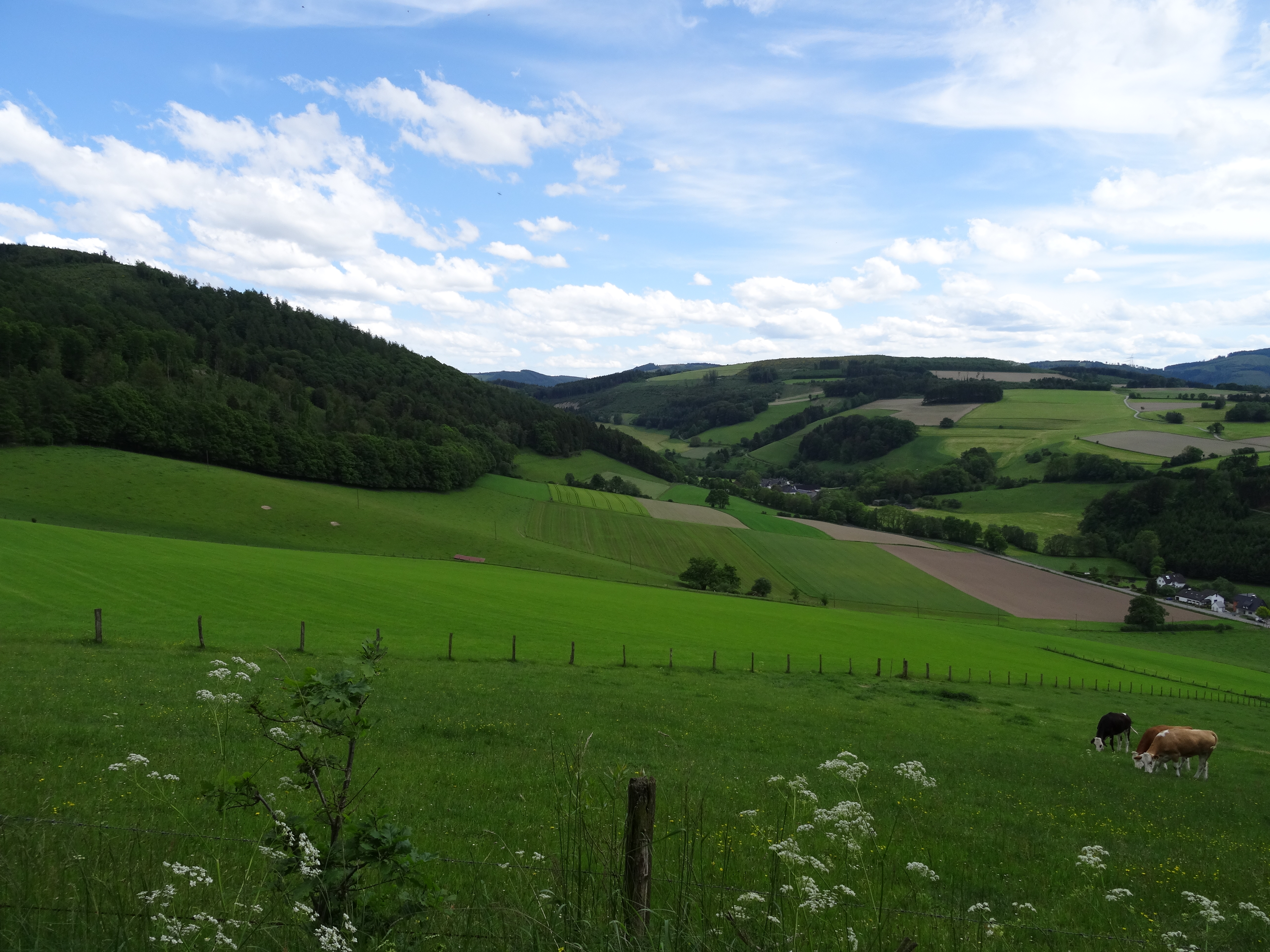
Landschaftsschutzgebiet Talflanken der Kleinen Henne

Das Landschaftsschutzgebiet Talflanken der Kleinen Henne mit 90,30 ha liegt im Stadtgebiet von Meschede im Hochsauerlandkreis. Es wurde 1994 mit dem Landschaftsplan Meschede durch den Kreistag des Hochsauerlandkreises als Landschaftsschutzgebiet (LSG) mit dem Namen Landschaftsschutzgebiet Ortsnahe Freiflächen zwischen Löttmaringhausen und Beringhausen und einer Flächengröße von 39,5 ha ausgewiesen. Bei der Neuaufstellung des Landschaftsplanes Meschede wurde es vergrößert, umbenannt und als Landschaftsplangebiet vom Typ B, Kleinflächiger Landschaftsschutz, erneut ausgewiesen. Das LSG ist eines von 102 Landschaftsschutzgebieten in der Stadt Meschede. Dort gibt es ein Landschaftsschutzgebiet vom Typ A, 51 Landschaftsschutzgebiete vom Typ B und 50 Landschaftsschutzgebiete vom Typ C. Das LSG gehört zum Naturpark Sauerland-Rothaargebirge.

## Beschreibung
Das LSG liegt südlich von Meschede, genauer zwischen Beringhausen und Löttmaringhausen sowie südlich von Heggen, an den beiden Talflanken der Kleinen Henne. Löttmaringhausen und Heggen grenzen direkt an das LSG. Das LSG besteht daher aus zwei Teilflächen und wird durch das Landschaftsschutzgebiet Unteres Hennetalsystem zerteilt. Im LSG befinden sich landwirtschaftliche Offenlandbereiche, meist Grünland. Der Landschaftsplan führt zum LSG auf: „Vor allem im südlichen Teil sind im Gebiet vielfältige Gehölzstrukturen ausgebildet, deren landschaftlicher Wert großenteils auf den umgebenden Freiflächen beruht. Im Norden grenzt der südexponierte Rand des großen Vogelsang-Waldgebietes an, zudem wird das Landschaftsbild hier durch einige Einzelbäume angereichert.“

## Schutzzweck
Zum Schutzzweck der LSG vom Typ B Ortsrandlagen, Landschaftscharakter im Landschaftsplangebiet Meschede führt der Landschaftsplan auf: „Sicherung der Vielfalt und Eigenart der Landschaft im Nahbereich der Ortslagen sowie in alten landwirtschaftlichen Vorranggebieten insbesondere durch deren Offenhaltung; Erhaltung der Leistungsfähigkeit des Naturhaushalts hinsichtlich seines Artenspektrums und der Nutzungsfähigkeit der Naturgüter (hier: leistungsfähige Böden); Umsetzung der Entwicklungsziele 1.1 und – primär – 1.5 zum Schutz des spezifischen Charakters und der Identität der landschaftlichen Teilräume; entsprechend dem Schutzzweck unter 2.3.1 auch Ergänzung der strenger geschützten Teile dieses Naturraums durch den Schutz ihrer Umgebung vor Eingriffen, die den herausragenden Wert dieser Naturschutzgebiete und Schutzobjekte mindern könnten (Pufferzonenfunktion); Erhaltung der im gesamten Gebiet verstreut anzutreffenden kulturhistorischen Relikte.“

## Rechtliche Vorschriften
Wie in den anderen Landschaftsschutzgebieten im Stadtgebiet ist es auch im LSG Talflanken der Kleinen Henne verboten,  Bauwerke zu errichten. Vom Verbot ausgenommen sind Bauvorhaben für Gartenbaubetriebe, Land- und Forstwirtschaft. Die Naturschutzbehörde kann Ausnahmegenehmigungen für Bauten aller Art erteilen. Wie in den anderen Landschaftsschutzgebieten vom Typ B in Meschede besteht im LSG ein Verbot der Erstaufforstung und Weihnachtsbaum-, Schmuckreisig- und Baumschul-Kulturen anzulegen.